# Överste
Överste (förkortning: öv) är en militär officersgrad med högsta eller näst högsta rangen under generalsgrader.

## Sverige
Graden överste motsvarar internationellt nivå OF-5. En överste har typbefattning som regements- eller flottiljchef.
I svenska flottan motsvaras graden av kommendör.

### Regementschef
Regementschef är i regel en officer av överstes grad och benämning för högsta regementsofficersgraden. Benämningen, stundom i förbindelsen här-överste och även general-överste, är lika gammal som stående trupper; alltså från slutet av medeltiden. Under de värvade truppernas bästa tid, 1500- och 1600-talen, erhöll en berömd krigsman i uppdrag att värva ett regemente och ställdes då såsom överste i spetsen för detsamma. Regementet var sålunda överstens tillhörighet; häri utnämnde han bland annat dess officerare. I den mån värvningen övertogs omedelbart av staten, började överstarna tillsättas av kungen liksom övriga officerare. Ännu i dag är regementschefen i regel överste.

## Gradbeteckningar

### Sverige

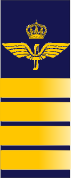
Svenska flygvapnet
Svenska armén och amfibiekåren

### Europa

Finland (eversti)
Italien (colonnello)
Nederländerna (kolonel)
Norge
Polen (pułkownik)
Portugal (coronel)
Rumänien
Ryssland (полковник)
Tyskland (Oberst)

### Övriga världen

Egypten (arabiska: عقيد)
Japan
Thailand
USA:s armé (engelska: Colonel)
USA:s flygvapen (Colonel)
USA:s marinkår (Colonel)
USA:s rymdstyrka (Colonel)